# Élisabeth Badinter
Élisabeth Badinter, nata Élisabeth Bleustein-Blanchet (Boulogne-Billancourt, 5 marzo 1944), è una scrittrice e filosofa francese, specialista dell'età dell'Illuminismo e femminista.
È anche una donna d'affari, azionista e presidente del consiglio di sorveglianza del gruppo Publicis fondato dal padre.
Definendosi la "figlia di Simone de Beauvoir" di cui dice di ammirare il lavoro, anche se non sempre è d'accordo con le sue posizioni, difende la visione di un "femminismo universalista laico e conquistatore", rifiuta il differenzialismo che considera un attacco all'uguaglianza di genere e che dice di combattere, dichiarandosi contraria come alla misoginia anche alla misandria. Sostenendo di essere una donna di sinistra, è a favore del matrimonio per tutti (compreso quindi il matrimonio omosessuale), della maternità surrogata, della prostituzione legale e del diritto all'aborto. Secondo Forbes, è tra le scrittrici più ricche al mondo.

## Biografia
Nata a Boulogne-Billancourt il 5 marzo 1944, Élisabeth Badinter è figlia di Marcel Bleustein-Blanchet (1906-1996), inserzionista e fondatore nel 1926 del gruppo Publicis, e Sophie Vaillant (1916-1999), insegnante di inglese. Appartenente ad una famiglia borghese e cattolica e in seguito convertita all'ebraismo  dopo il matrimonio. Ha cresciuto Elisabeth nella fede ebraica. Ha due sorelle: la prima, Marie-Françoise (1940-1968), moglie del poeta Michel Rachline (1933-2012) prima del divorzio nel 1964, è la madre di Sophie Dulac e muore in un incidente d'auto nel 1968; la seconda, Michèle (1946-2013), è la moglie di Paul Belaiche-Daninos. La famiglia Bleustein è di origine russa.

### Attività letteraria
Diventa nota al grande pubblico nel 1981 con il saggio "L'amore in più" ( L'amour en plus), nel quale argomenta che l'amore di una madre per i suoi figli non è mai un fatto "naturale", cioè costante e determinato dalla biologia, ma è pesantemente condizionato dal contesto storico, sociale e culturale in cui la donna si trova a vivere. Badinter documentò le proprie affermazioni con esempi storici precisi, e il suo libro fu oggetto di un vasto dibattito, sia in Francia che all'estero. 
Nel 1992 invece è l'identità maschile l'oggetto della sua analisi con il saggio "XY". 
Il suo saggio "Fausse route" ("la via sbagliata") pubblicato nel 2003 fustiga la misandria contemporanea di molte femministe, le nuove leggi sulla "parità" politica ed il trattamento dei delitti sessuali.
Ha suscitato la polemica di numerose femministe che le contestano il titolo di "femminista".  Badinter risponde che la vocazione del femminismo non dovrebbe essere quella di condurre una guerra di genere cercando una vendetta contro gli uomini. Nella sua opera, Badinter denuncia le statistiche sulla violenza domestica in quanto basate su interviste a sole donne, amalgamando soggettivo ed oggettivo, pressioni psicologiche ed aggressioni fisiche, al fine di stabilire una superiorità morale del sesso femminile:
(Élisabeth Badinter)
Ha sviluppato la sua teoria della «rassomiglianza» dei generi. Nel dibattito sulla parità in politica, si oppone alle quote rosa ed a quelle leggi che considerano le donne come incapaci di arrivare al potere con le proprie forze. Nel suo ruolo di «garante morale del terzo gruppo pubblicitario mondiale» è stata criticata per la "rappresentazione sessista della donna" nella pubblicità.
Fa parte del Coordination française pour la Décennie (Coordinamento francese per il decennio della cultura della pace e della non-violenza e del consiglio scientifico della Biblioteca nazionale di Francia nel 1998 e nel 2002. Il 23 ottobre 2009 France 5 ha trasmesso il documentario "Elisabeth Badinter, controcorrente".
Si è opposta alla legge contro la prostituzione della socialista Najat Vallaud-Belkacem (2014), da lei considerata ingerenza sulla vita privata degli individui.

## Vita privata
È stata sposata con Robert Badinter (fino alla morte di lui nel 2024), avvocato ed ex ministro socialista sotto la presidenza Mitterrand, con cui ha avuto tre figli.

## Opere
- L'Amour en plus : histoire de l'amour maternel (XVIIe au XXe siècle), 1980 (ISBN 2-253-02944-0)
- Les Goncourt : « Romanciers et historiens des femmes », préface de « La Femme au XVIIe siècle d'Edmond et Jules de Goncourt », 1981
- Émilie, Émilie, L'ambition féminine au XVIIIe siècle, 1983 (ISBN 2-08-210089-8)
- Les Remontrances de Malesherbes (1771-1775), 1985
- Cahiers Suzanne Lilar, Paris, Gallimard, 1986 (ISBN 2-07-070632-X), p. 15-26
- L'Un est l'autre, 1986 (ISBN 2-7381-1364-8)
- Condorcet. Un intellectuel en politique, 1988 , avec Robert Badinter
- Correspondance inédite de Condorcet et Madame Suard (1771-1791), 1988
- Madame d'Épinay, Histoire de Madame de Montbrillant ou les Contreconfessions, préface d'Élisabeth Badinter, 1989
- Thomas, Diderot, Madame d'Épinay: Qu'est-ce qu'une femme ?, débat préfacé par Élisabeth Badinter, 1989
- Condorcet, Prudhomme, Guyomar : Paroles d'hommes (1790-1793), présentées par Élisabeth Badinter, 1989
- XY, de l'identité masculine, 1992 (ISBN 2-253-09783-7)
- Madame du Châtelet, Discours sur le bonheur, préface 1997
- Les Passions intellectuelles, tome 1 : Désirs de gloire (1735-1751), 1999
- Les Passions intellectuelles, tome 2 : L'exigence de dignité (1751-1762), 2002
- Simone de Beauvoir, Marguerite Yourcenar, Nathalie Sarraute, 2002. Conférence d'Élisabeth Badinter, Jacques Lassalle et Lucette Finas, ISBN 2-7177-2220-3
- Fausse route : Réflexions sur 30 années de féminisme, 2003 (ISBN 2-253-11264-X)
- Dead End Feminism, 2006 (ISBN 0-7456-3380-3)
- Madame du Châtelet, Madame d'Épinay : Ou l'Ambition féminine au XVIIIe siècle, 2006 (ISBN 2082105636)
- Les Passions intellectuelles, tome 3 : Volonté de pouvoir (1762-1778), 2007
- Je meurs d'amour pour toi, Isabelle de Bourbon-Parme, lettres à l'archiduchesse Marie-Christine, 2008
- Le conflit. La femme et la mère, 2010